# Kangbu
Kangbu (kinesiska: 康布, 康布乡) är en socken i Kina. Den ligger i den autonoma regionen Tibet, i den sydvästra delen av landet, omkring 300 kilometer sydväst om regionhuvudstaden Lhasa. Antalet invånare är 1 078. Befolkningen består av 542 kvinnor och 536 män. Barn under 15 år utgör 20,0 %, vuxna 15-64 år 74 %, och äldre över 65 år 5,0 %.